# Nada Fiorelli
Nada Fiorelli (Pescara, 17 agosto 1919 – Roma, 16 settembre 1984) è stata un'attrice italiana, attiva nel cinema italiano dal 1937 ai primi anni cinquanta, periodo nel quale girò una ventina di film.

## Biografia
Dopo un provino entrò nel mondo del cinema diretta da Guido Brignone nel film Marcella; tra il 1943 e il 45 fu a Venezia dove prese parte ad alcuni film girati al Cinevillaggio della Giudecca durante la RSI. Proseguì la sua carriera a Roma sino all'abbandono dell'attività nel 1954.

## Filmografia
- Marcella, regia di Guido Brignone (1937)
- Orgoglio, regia di Marco Elter (1938)
- Crispino e la comare, regia di Vincenzo Sorelli (1938)
- La figlia del Corsaro Verde, regia di Enrico Guazzoni (1940)
- Il fanciullo del West, regia di Giorgio Ferroni (1942)
- Le signorine della villa accanto, regia di Gian Paolo Rosmino (1942)
- Macario contro Zagomar, regia di Giorgio Ferroni (1944)
- Posto di blocco, regia di Ferruccio Cerio (1945)
- Pian delle stelle, regia di Giorgio Ferroni, Mario R. Cimaghi (1946)
- L'ultimo sogno, regia di Marcello Albani (1946)
- Senza famiglia, regia di Giorgio Ferroni (1946)
- Ritorno al nido, regia di Giorgio Ferroni (1946)
- Tombolo, paradiso nero, regia di Giorgio Ferroni (1947)
- Marechiaro, regia di Giorgio Ferroni (1949)
- Vivere a sbafo, regia di Giorgio Ferroni (1949)
- Santo disonore, regia di Guido Brignone (1950)
- Donne senza nome, regia di Géza von Radványi (1950)
- I miracoli non si ripetono (Les miracles n'ont lieu qu'une fois) di Yves Allégret (1951)
- La carrozza d'oro, regia di Jean Renoir (1952)
- La femme à l'orchidée (1952)
- La spiaggia, regia di Alberto Lattuada (1954)

### Doppiatrici
- Rosetta Calavetta in: Tombolo, paradiso nero
- Tina Lattanzi in: Marechiaro
- Renata Marini in: Santo disonore